# 아르눌프 드 상스
아르눌프 드 상스(Arnulf de Sens, 793년/794년경 ~ 841년/882년 4월)는 카롤링거 왕조 출신 프랑크 왕국의 왕족으로, 샤를마뉴 대제의 첫 손자이자 경건왕 루트비히 1세의 서자였다. 경건왕 루트비히 1세의 첫 아들이었지만 서자였기에 아무런 영토를 분봉받지 못했다.

## 생애
경건왕 루트비히 1세와, 상스와 마인가우의 백작 가인프로이(Gainfroi, count of Sens)와 블루아의 테오델린디스(Theidlindis de Blois)의 딸인 상스의 테오델린트 사이에서 태어났다. 경건왕 루트비히 1세와 상스의 테오델린트가 정식 결혼관계였는지 여부에 대해서는 알려진 것이 없다. 그에게는 알파이스라는 이름의 누나가 있었다. 어머니인 상스의 테오델린트는 그가 태어난 이듬해에 죽었고, 아버지 경건왕 루트비히 1세는 히스바니아의 이르멘가르트와 결혼했다. 그리고 그는 적자로 인정받지 못했다.
아버지 경건왕 루트비히 1세는 그에게 어떤 영토도 주지 않았고, 818년 그를 상스 백작, 부르군트 백작에 임명했다. 경건왕 루트비히 1세의 네 아들 간의 상속전쟁이 벌어졌을 때, 그는 이복 동생들 중 로타르 1세의 편에 가담해서 싸웠다. 841년 4월 상스에서 사망했다. 일설에는 그가 882년까지도 생존해 있었다고 한다.
841년 5월 이후 부르고뉴, 상스의 상스 성 콜롬베 수도원(Abbey de Sainte Colombe de Sens)에 안치되었다.
부인과 자녀에 대한 기록은 미상이다.

## 가족 관계
- 부왕 : 경건왕 루트비히 1세(776/778~840)
- 모후 : 상스의 테오델린트(769~794)
  - 누나 : 알파이스(?~852)

- 외조부 : 가인프리 드 상스
- 외조모 : 블루아의 테오델린트(755~795)
- 외증조부 : 마이니에르 드 상스(Mainier de Sens)
- 외외증조부 : 빌리스가우의 아부리 2세(Aubry Ii)

## 참고 자료
- Christian Settipani, La Préhistoire des Capétiens (Nouvelle histoire généalogique de l'auguste maison de France, vol. 1), Villeneuve d'Ascq, éd. Patrick van Kerrebrouck, 1993, 545 p. (ISBN 978-2-95015-093-6), p. 255.